# Saints Row
Saints Row es un videojuego de acción y aventura desarrollado por la empresa Volition y publicado por THQ para la plataforma Xbox 360. Se lanzó el 29 de agosto de 2006 en América del Norte, dos días más tarde en Australia y el 1 de septiembre de ese mismo año en Europa y su versión móvil. La trama del juego se desarrolla en la ciudad ficticia de Stilwater (diseñada a partir de las ciudades de Chicago, Detroit, Cleveland y Baltimore), en donde la historia de un solo jugador se enfoca en un personaje creado por el jugador que se une a la pandilla 3rd Street Saints después que estos le salvaran su vida, y entonces les ayuda a alcanzar mayor relevancia al debilitar a los sindicatos del crimen enemigos, a la vez de que él mismo construye su propia reputación dentro de la pandilla. El flujo de la historia no es lineal y se divide en tres arcos separados para cada pandilla rival que el jugador debe derrotar.
Las misiones de historia se desbloquean al intercambiar puntos de «respeto», una moneda de intercambio obtenida al completar minijuegos y misiones secundarias. Fuera de la historia principal los jugadores pueden deambular libremente por Stilwater en sus dos islas principales. El videojuego se juega desde una perspectiva de tercera persona y el jugador puede navegar el mundo a pie o en un vehículo. Los jugadores pueden luchar contra enemigos usando distintas armas de fuego, además de que pueden llamar a un personaje no jugador miembro de la pandilla para asistirle. El modo multijugador en línea permite a varios jugadores participar en varios modos de juegos cooperativos y competitivos.
Saints Row recibió críticas mayormente positivas durante su lanzamiento, en donde muchos críticos lo compararon favorablemente con la franquicia de Grand Theft Auto. Este juego además fue un éxito financiero al haber vendido más de un millón de copias a fines de 2006. El éxito del videojuego impulsó el desarrollo de su propia franquicia, con la publicación de su secuela Saints Row 2 en octubre de 2008.

## Jugabilidad
Al comienzo del juego, los jugadores pueden crear su personaje a través de un sistema que les permite personalizar su etnia, estado físico, cara y peinado. Después de completar la primera misión, los jugadores ganan acceso libre al mundo abierto del videojuego,  ambientado en la ciudad ficticia de Stilwater que está inspirada en las ciudades de Baltimore, Detroit y Chicago. El uso de la perspectiva de tercera persona permite a los jugadores girar libremente la cámara alrededor de su personaje. Los jugadores pueden correr, saltar, nadar o usar autos para navegar por el mundo. También pueden acceder de nuevo al sistema de personalización de personaje al visitar un cirujano plástico para aplicar cambios cosméticos a su personaje. Pueden modificar aún más la apariencia de su personaje en tiendas de ropa, salones de tatuaje, barberías y joyerías, aparte de poder modificar vehículos en talleres de desmantelamiento de vehículos. El jugador puede usar un garaje personal para guardar sus vehículos personalizados, mientras que los vehículos que fueron destruidos o se perdieron se pueden recuperar pagando una tarifa de dinero.

## Historia
El juego se desarrolla en una localidad ficticia llamada Stilwater. Nuestro personaje, que podemos crear con multitud de opciones al principio del juego, es salvado de una guerra de bandas por los 3rd Street Saints, por lo que se unirá a ellos y se involucrará en una guerra por liderar las calles de Stilwater. Así pues, el jugador (quien por cierto jamás menciona su nombre, aunque es referido por los demás como "Playa", y no habla durante casi todo el juego) ayuda a los Saints a acabar, una por una con las bandas de la ciudad, para así tener el control total de todas y cada una de las actividades ilícitas. Los Saints están Liderados por Julius, y sus lugartenientes Dex, Troy, Johnny Gat y Lin. Ellos son una pequeña banda en Stilwater, quien sufre el ataque de la banda "Los Carnales". El personaje, se une a ellos después de que lo ponen a prueba, obligándolo a defenderse de los golpes de sus propios compañeros, para después pedirle ayuda para acabar con la invasión de los carnales.

### Bandas de Stilwater
- Los Carnales: Liderados por los hermanos Ángelo y Héctor López, quienes controlan el tráfico de drogas. Generalmente son latinos. La familia López son particularmente colombianos. Su principal brazo ejecutor es Víctor Rodríguez y están respaldados por el cártel de droga colombiano liderado por Manuel Orejuela.

- Los Westside Rollerz: Liderados por Sharp y su sobrino Price, quienes roban y distribuyen coches, así como autopartes robadas. Banda de caucásicos y asiáticos. Son adictos a la velocidad y tienen muy poco respeto en las calles.

- Los Vice Kings: Esta banda estaba liderada por Benjamin King, un productor musical quien es traicionado por una de sus artistas, la cantante Tanya. Así, King se une a los 3rd. Street Saints pues es un viejo amigo de Julius. Este le perdona la vida a cambio de que los ayude a derrotar a Tanya y se retire del negocio. Banda de blancos y negros.